# Миљот Рашица
Миљот Рашица (алб. Milot Rashica; Вучитрн, 28. јун 1996) је албански фудбалер са Косова и Метохије који тренутно наступа за Бешикташ. Игра на позицији крилног нападача.

## Успеси
Вуштрија
- Суперлига тзв. Републике Косово  (1) : 2013/14.[5]

 Витесе
- Куп Холандије (1) : 2016/17.[6]
- Суперкуп Холандије: (финале: 2017)[7]

 Галатасарај
- Суперлига Турске (1) : 2022/23.[8]

 Бешикташ
- Куп Турске (1) : 2023/24.
- Суперкуп Турске (1) : 2024.

Појединачни
- Играч сезоне у Вердеру: 2018/2019.[9]